# Visoka (Arilje)
Visoka (em cirílico: Висока) é uma vila da Sérvia localizada no município de Arilje, pertencente ao distrito de Zlatibor, na região de Stari Vlah. A sua população era de 354 habitantes segundo o censo de 2011.

## Demografia
| 1948 | 1953 | 1961 | 1971 | 1981 | 1991 | 2002 | 2011 |
| ---- | ---- | ---- | ---- | ---- | ---- | ---- | ---- |
| 1111 | 1132 | 1210 | 1054 | 846  | 622  | 474  | 354  |